# Milagres do Maranhão
Milagres do Maranhão es un municipio brasilero del estado del Maranhão. Su población estimada en 2004 era de 7.540 habitantes.
Fue fundada en homenaje a la Santa Milagrosa y hoy el turismo religioso es la mayor fuente de ingresos de la ciudad.
El municipio fue creado el 10 de noviembre de 1994, siendo separado de los municipios de Santa Quitéria del Maranhão y Brejo. Tiene su sede en el Poblado Milagroso y limita al norte con el municipio de Santa Quitéria del Maranhão; al este con el estado del Piauí; al oeste con los municipios de Anapurus y Santa Quitéria del Maranhão y al sur con el municipio de Brejo.